# DVB-RCS2
DVB-RCS2 (Digital Video Broadcasting – Return Channel Satellite 2) és un estàndard de l'Institut Europeu d'Estandards de Telecomunicació (ETSI) dissenyat per DVB que estableix les característiques del canal bidireccional via satèl·lit en les comunicacions de banda ampla per sistemes amb terminals de molt petita obertura (VSAT, very small aperture terminals).
Aquestes característiques del DVB-RCS2 presenten una millora respecte a la versió prèvia DVB-RCS.
DVB-RCS2 va ser aprovat per DVB l'any 2011 i el 2012 es van afegir les extensions mòbils (DVB-RCS2+M).

## Publicacions
El DVB-RCS2 està publicat en les tres parts següents:

### TS 301 545-1 (OSL, visió global)

#### EN 301 545-2 (LLS, capes inferiors)
- Capa física
- Capa d'accés

#### TS 301 545-3 (HLS, capes superiors)
- Arquitectura del sistema
- Capa de xarxa
- Funcions de gestió
- Intercepció de transit
- Funcions d'instal·lació del terminal

## Millores respecte al DVB-RCS
El DVB-RCS2, igual que el DVB-RCS ofereix als usuaris una connexió a internet de banda ampla sense necessitat de cap infraestructura terrestre local. Però incorpora una sèrie d'avenços en aspectes com la modulació i la codificació, així com molts altres elements que contribueixen a un rendiment molt més alt, millor eficiència d'amplada de banda, i una disponibilitat d'enllaç millorada respecte als sistemes anteriors.
Taula comparativa del DVB-RCS2 respecte al DVB-RCS:
| Característiques                    | DVB-RCS                                    | DVB-RCS2                                                                                          |
| ----------------------------------- | ------------------------------------------ | ------------------------------------------------------------------------------------------------- |
| Gestió i control                    | No                                         | Sí                                                                                                |
| Nivell IP QoS                       | No                                         | Sí                                                                                                |
| Suport virtual múltiple de xarxa    | No                                         | Sí                                                                                                |
| Seguretat                           | Solució única                              | Suport per a diversos sistemes de seguretat per aplicacions amb un ampli ventall de requeriments. |
| Accés d'enllaç de retorn            | TDMA, portadora continua                   | TDMA, portadora continua, accés aleatori                                                          |
| Modulació                           | QPSK                                       | Lineal: BPSK, QPSK, 8PSK, 16QAM, Envolvent constant: CPM                                          |
| Codificació de canal                | RS/convolucional, 8 estats PCCC turbo codi | 16 estats PCCC turbo codi (modulació lineal), SCCC (CPM)                                          |
| Ràfega de l'espectre expandit       | Repetició de ràfega                        | Seqüència directa                                                                                 |
| Adaptabilitat de l'enllaç de retorn | Suport limitat                             | Pròpia a l'interfície de l'aire. (TDMA i portadora continua)                                      |
| Eficiència de l'ample de banda      | (no disponible)                            | Millora d'un 30% respecte al DVB-RCS. Permet una eficiència de fins a 2.9 bps en portadores TDMA  |

### Resum característiques DVB-RCS2
- Eficiència d'amplada de banda fins a 2.9 bps/Hz en portadores TDMA.
- Disponibilitat de l'enllaç de retorn excel·lent amb ACM.
- Correcció d'errors (FEC) millorada, basada en un turbo codi de 16-estats.
- Modulació i codificació d'ordre superior, des de QPSK 1/3 fins a 16QAM 5/6.
- Encapsulació de l'enllaç de retorn més eficient, pèrdues al voltant d'un 2%.
- Taxa de bits de transmissió més elevada, depenent de les característiques de l'enllaç i d'altres paràmetres de disseny del sistema, ens pot proporcionar desenes de Mbps de baixada cap als terminals, i més de 10 Mbps de pujada des de cada terminal.

## Característiques extensions mòbils (DVB-RCS2+M)
- Possibilitat de connexions tant amb els terminals mòbils o nòmades com en les connexions directes terminal a terminal.
- Entregues directes entre punts del satèl·lit.
- Millores en l'espectre estès per trobar limitacions per terminals mòbils.
- Transmissió portadora-continua per terminals amb un alt trànsit.
- Correcció d'errors (FEC) a la capa d'enllaç, utilitzada com una mesura comptadora contra el bloqueig i les ombres de la capa d'enllaç del satèl·lit.